# علي السعدي (لاعب كرة قدم لبناني)
علي السعدي (مواليد 20 أبريل 1986) هو لاعب كرة قدم لبناني يلعب حالياً لصالح نادي العهد ومنتخب لبنان. يلعب في مركز الدفاع. سجل عدد من الأهداف المهمة لمنتخب بلاده من بينها هدفه في مرمى كوريا الجنوبية ضمن تصفيات كأس العالم 2014.